# Phiala
Phiala é um gênero de mariposa pertencente à família Bombycidae.